# Вејден (Мисисипи)
Вејден (енгл. Vaiden) град је у америчкој савезној држави Мисисипи.

## Демографија
По попису из 2010. године број становника је 734, што је 106 (-12,6%) становника мање него 2000. године.
| Група             | 2000.       | 2010.       |
| Белци             | 235 (28,0%) | 239 (32,6%) |
| Афроамериканци    | 597 (71,1%) | 479 (65,3%) |
| Азијати           | 1 (0,1%)    | 0 (0,0%)    |
| Хиспаноамериканци | 7 (0,8%)    | 4 (0,5%)    |
| Укупно            | 840         | 734         |